# Ministerio para el Desarrollo del Néguev y Galilea
El Ministerio para el Desarrollo del Néguev y Galilea (en hebreo: המשרד לפיתוח הנגב והגליל, transliteración: HaMisrad LeFitu'ah HaNeguev VeHaGalil) es  ministerio en el gobierno israelí. Fundado en enero de 2005, el actual ministro es Aryeh Deri del Shas. En el pasado, también existió un Ministerio de Fomento. Sin embargo, esta cartera fue sucedida en la década de 1970 por el ministerio de Energía y de Infraestructura (hoy, ministerio de Infraestructura Nacional).

## Ministros
| # | Ministro      | Partido | Inicio              | Final               |
| - | ------------- | ------- | ------------------- | ------------------- |
| 1 | Shimon Peres  | Kadima  | 10 de enero de 2006 | 13 de junio de 2007 |
| 2 | Yaakov Edri   | Kadima  | 4 de julio de 2007  | 31 de marzo de 2009 |
| 3 | Silvan Shalom | Likud   | 31 de marzo de 2009 | 14 de mayo de 2015  |
| 4 | Aryeh Deri    | Shas    | 14 de mayo de 2015  | En el cargo         |

## Viceministro
| # | Viceministro | Partido | Inicio              | Final               |
| - | ------------ | ------- | ------------------- | ------------------- |
| 1 | Ayoob Kara   | Likud   | 31 de marzo de 2009 | 18 de marzo de 2013 |